# Попов, Павел (актёр)
Павел Попов (род. 30 сентября 1991, Рязань) — российский театральный деятель, актёр театра и кино. Лауреат театральной премии «Хрустальная Турандот» (2025).

## Биография
Павел Попов родился 30 сентября 1991 года в Рязани. Есть младшая сестра — Полина. Мама — Елена Викторовна Попова, работница сферы образования и детского отдыха.
В 2012 году завершил обучение в Театральном институте имени Бориса Щукина. Выпускник курса В. П. Николаенко. В этом же году был принят в первую студию Театра имени Евгения Вахтангова. С 2018 года служит в основной труппе театра.
Первую главную роль в театре Павел получил в 2014 году — сыграл Палестинца в спектакле «Улыбнись нам, Господи». Значимым этапом своей карьеры актёр считает работу в постановке «Бег» по пьесе Михаила Булгакова. Среди его ярких второстепенных ролей игра в спектаклях «Мужчины и женщины», «Гроза», «Ричард III» и многие другие. Также Попов играл роль Доктора в спектакле «Остров» в Театре им. Гоголя.
В 2016 году стал лауреатом театральной премии «Московский комсомолец» в категории «Начинающие», в номинации «Лучшая мужская роль второго плана», за роль Тихона в спектакле Уланбека Баялиева «Гроза».
Дебют в кино Павла Попова состоялся в конце 2000-х, когда вместе с Евгенией Громовой и Людмилой Арининой он снялся в киноальманахе «9 мая. Личное отношение». Актёр снимался в таких сериалах, как «Кодекс чести», «Выхожу тебя искать», «По горячим следам», «Ангел и демон». Работал в рейтинговом проекте «Жизнь и судьба» Сергея Урсуляка, в фильме также снялись Сергей Пускепалис и Александр Балуев.
В 2024 году состоялась премьера сериала «Золотое дно», где Попов сыграл одну из главных ролей.
В 2025 году стал лауреатом театральной премии «Хрустальная Турандот» в номинации «Лучшая мужская роль» за роль Льва Ландау в спектакле «Солнце Ландау».
Проживает в Москве.

## Личная жизнь
В 2018 году женился на Елене Полянской.

## Репертуар и роли

### Роли в театре
- Эвельпид, Геракл — «Птицы», Аристофан (2013, реж. М.Милькис);
- Голо — «Пелеас и Мелисанда», М.Метерлинк (2013, реж. В.Агеев);
- Палестинец — «Улыбнись нам, господи», Г.Канович (2014, реж. Р.Туминас);
- Фигаро — «Безумный день, или Женитьба Фигаро», Бомарше (2014, реж. В.Мирзоев);
- Крапилин — «Бег», М.Булгаков (2015, реж. Ю.Бутусов);
- Мужчина — «Мужчины и женщины», танцевальный спектакль (2015, реж. А.Холина);
- Художник — «В Париже», И. А. Бунин (2016, реж. Г.Балпеисова);
- Тихон Иваныч Кабанов — «Гроза», А. Н. Островский (2016, реж. У.Баялиев);
- Владек — «Наш класс», Т.Слободзянек (2016, реж. Н.Ковалёва);
- Лорд Стенли — «Ричард III», Уильям Шекспир, (2017, реж. Автандил Варсимашвили);
- Граф Пётр — «Война и мир», Л. Н. Толстой (2021).

### Роли в кино
- 2009 — «9 мая. Личное отношение» (киноальманах);
- 2010 — «По горячим следам»;
- 2011 — «Кодекс чести-5» (фильм «Секретное оружие», Володя Денисов);
- 2012 — «Выхожу тебя искать-2» (Юрий Цветков, друг жениха, администратор в автосалоне);
- 2012 — «Жизнь и судьба» (эпизод);
- 2012 — «По горячим следам-2» (Саша);
- 2013 — «Ангел и демон» (Рома Аверин);
- 2013 — «Первая любовь» (Павел);
- 2013 — «Птицы» (фильм-спектакль) (Эвельпид, Геракл);
- 2014 — «Охота» (Рыжий);
- 2014 — «Улыбнись нам, Господи» (фильм-спектакль) (Палестинец);
- 2015 — «Геля» (короткометражный);
- 2015 — «Жизнь только начинается» (переводчик);
- 2016 — «В зоне доступа любви» (Никита);
- 2017 — «Ноль» (Никита Собинов, любовник Лили);
- 2017 — «Отель Элеон» (3-й сезон, Салонович);
- 2019 — «Горячая точка» (Эдуард Хасанов);
- 2019 — «Две девицы на мели» (программист);
- 2019 — «Тайная любовь» (Кирилл Санин, мажор);
- 2020 — «Каждому своё» (Клим);
- 2020 — «Конец невинности-2» (Бабета);
- 2020 — «Просто представь, что мы знаем» (Пустовалов);
- 2020 — «Сержант» (Михаил, брат Хохла, отморозок);
- 2020 — «Стрельцов» (эпизод);
- 2021 — «Вмешательство» (Гоша);
- 2021 — «Горячая точка-2» (Эдуард Хасанов);
- 2021 — «Пингвины моей мамы» (Рома);
- 2021 — «Серебряный волк» (Игорь Коморин, капитан ФСБ);
- 2021 — «Сказки Пушкина. Для взрослых» (Рыбак);
- 2021 — «Тайная любовь. Возвращение» (Кирилл Санин);
- 2022 — «Закон бумеранга» (Андрей Неверов);
- 2022 — «Художник» (Талый);
- 2023 — «Актрисы» (Николай);
- 2023 — «Загляни ему в голову» (Шомин);
- 2024 — «13 клиническая. Начало»;
- 2024 — «До последнего клиента» (короткометражный);
- 2024 — «Жить жизнь-2» (Виктор);
- 2024 — «Золотое дно» (Дмитрий Градов);
- 2024 — «Столыпин» (Михаил Соколов);
- 2025 — «Высокий сезон» (Миша);
- 2025 — «Танго» (короткометражный);
- 2025 — «Три сестры» (Максим);

## Награды
- Лауреат театральной премии «Московский комсомолец» в категории «Начинающие», в номинации «Лучшая мужская роль второго плана», за роль Тихона в спектакле Уланбека Баялиева «Гроза» (2016).
- Лауреат театральной премии «Московский комсомолец» в категории «Начинающие», в номинации «Лучшая мужская роль», за роль Другого Пер Гюнта в спектакле Юрия Бутусова «Пер Гюнт») (2020).
- Лауреат театральной премии «Московский комсомолец» в категории «Начинающие», в номинации «Лучшая мужская роль», за роль Пьера Безухова в спектакле Римаса Туминаса «Война и мир» (2022).
- Лауреат театральной премии «Хрустальная Турандот» в номинации «Лучшая мужская роль» за роль Льва Ландау в спектакле «Солнце Ландау» (2025).
- Почётный диплом Московской городской думы (за роль Другого Пера Гюнта в спектакле Юрия Бутусова «Пер Гюнт») (2021).
- Благодарственное письмо Министра культуры Российской федерации (2021).